# 1965 à la télévision
| Années de la télévision : 1962 - 1963 - 1964 - 1965 - 1966 - 1967 - 1968    |
| Décennies de la télévision : 1930 - 1940 - 1950 - 1960 - 1970 - 1980 - 1990 |

Cet article présente les faits marquants de l'année 1965 à la télévision.

## Évènements

### Suisse
- Fin des relâches du mardi et introduction de la publicité

## Émissions

### France
- 7 mars : Première de l'émission Dim, Dam, Dom sur la deuxième chaîne de l'ORTF.
- 19 septembre : 
  - Première de l'émission Mot le plus long sur la deuxième chaîne de l'ORTF.
  - Dernière des Actualités télévisées sur la première chaîne de l'ORTF.
- 20 septembre : Première diffusion de Télé-Soir sur la première chaîne de l'ORTF.
- 30 septembre : Début de l'émission Le Palmarès des chansons

## Séries télévisées

### États-Unis
- 15 septembre : diffusion du premier épisode des Arpents verts sur CBS
- 15 septembre : diffusion du premier épisode des Perdus dans l'espace sur CBS
- 15 septembre : diffusion du premier épisode des Espions sur NBC
- 15 septembre : diffusion du premier épisode de La Grande Vallée sur ABC
- 18 septembre : diffusion du premier épisode de Max la Menace sur NBC
- 18 septembre : diffusion du premier épisode de Jinny de mes rêves sur NBC

### Canada
- 8 septembre 1965 : diffusion du premier épisode de Le Bonheur des autres sur la Télévision de Radio-Canada.
- 14 septembre 1965 : diffusion du premier épisode de Cré Basile sur Télé-Métropole.

### France
- 6 mars 1965 : diffusion du premier épisode de Belphégor ou le Fantôme du Louvre sur la première chaine.
- 28 mars 1965 : diffusion du premier épisode de Les Aventures de Bob Morane sur la deuxième chaîne.
- 6 juillet 1965 : diffusion du premier épisode de Fontcouverte sur la première chaîne
- 26 septembre 1965 : diffusion du premier épisode de Belle et Sébastien sur la première chaine
- 30 septembre 1965 : diffusion du premier épisode de Poly au Portugal sur la première chaine
- 11 décembre 1965 : diffusion du premier épisode des Saintes chéries sur la première chaine.

## Feuilletons télévisés
8 novembre 1965 : Première diffusion de Des jours et des vies.

## Principales naissances
- 4 janvier : Julia Ormond, actrice britannique.
- 18 janvier : Valérie Damidot, animatrice de télévision et actrice française.
- 7 février : Julien Courbet, journaliste, animateur-producteur de télévision et de radio français.
- 25 mars : Sarah Jessica Parker, actrice et productrice américaine.
- 9 avril : Christian Jeanpierre, journaliste sportif animateur de télévision français.
- 20 mai : Paolo Seganti, acteur italien.
- 23 mai : Melissa McBride, actrice américaine.
- 27 mai : Todd Bridges, acteur, réalisateur et producteur américain.
- 29 mai : Forbes KB, acteur britannique
- 6 juin : Eli Yatzpan, humoriste de la télévision israélienne.
- 13 juin : Lesli Kay, actrice américaine.
- 18 juillet : Jean-Marc Souami, présentateur de météo français.
- 3 août : Vincent Perrot, animateur de télévision français.
- 4 août : Crystal Chappell, actrice américaine.
- 5 août : Jean-Marc Morandini, journaliste français.
- 9 août : Bill Aylesworth, acteur, scénariste et producteur américain.
- 28 août : Amanda Tapping, actrice britannico-canadienne.
- 27 septembre : Nathalie Rihouet, présentatrice météo française.
- 9 décembre : Ariane Massenet journaliste et animatrice de télévision française.

## Principaux décès
- 16 octobre : Charles Lavialle, comédien français (° 13 mars 1894).